# Galeosoma hirsutum
Galeosoma hirsutum is een spinnensoort in de taxonomische indeling van de valdeurspinnen (Idiopidae).
Het dier behoort tot het geslacht Galeosoma. De wetenschappelijke naam van de soort werd voor het eerst geldig gepubliceerd in 1916 door J. Hewitt.